# ميساوات
أسرة الميساوات (الاسم العلمي: Celtidoideae) هي أسرة نباتية تتبع الفصيلة القنبية.